# Iliá Smirin
Iliá Yúlievich Smirin (en bielorruso: Ілья Юльевіч Смірын; Vítebsk, el 21 de enero de 1968) es un Gran Maestro Internacional de ajedrez soviético-israelí.
En enero de 2008, su ELO era de 2616 puntos. Su mejor clasificación fue 2702 en julio de 2001, siendo uno de los pocos jugadores de élite en conseguir superar la barrera de los 2700 puntos.
La carrera ajedrecística de Smirin empezó en la Unión Soviética. Smirin consiguió un diploma del Instituto Estatal de Cultura Física de Bielorrusia en Minsk, certificándole como un Profesor-Entrenador de ajedrez. En 1992 emigró a Israel y desde entonces ha sido uno de los mejores jugadores israelíes en las Olimpíadas de ajedrez y otros eventos internacionales. Es miembro del club de ajedrez de Ashdod y del equipo nacional de Israel.
Smirin ha ganado la primera liguilla del campeonato de la URSS de 1987 y 1989, el Campeonato de Israel de 1992, 1994, 1999 y 2002 y los torneos de clasificación del PCA World Grand Prix de 1994 y 1995. Otros éxitos en torneos incluyen primeras plazas en Ekaterimburgo (1987), Nueva York (1994), en 2000 ganó el prestigioso NY Open y Dos Hermanas 2001.
Aquí Smirin, con negras, deja fuera de juego al Campeón del mundo de ajedrez reinante:
Vladímir Krámnik-Iliá Smirin, Rusia contra el resto del mundo, Moscú 2002.
1.d4 Cf6 2.c4 g6 3.Cc3 Ag7 4.e4 d6 5.Cf3 O-O 6.Ae2 e5 7.O-O Cc6 8.d5 Ce7 9.b4 Ch5 10.Te1 a5 11.bxa5 f5 12.Cd2 Cf6 13.c5 Txa5 14.cxd6 cxd6 15.a4 Ah6 16.Aa3 Axd2 17.Dxd2 fxe4 18.Ab5 Af5 19.h3 Ta8 20.g4 Ac8 21.Cxe4 Cxe4 22.Txe4 Ad7 23.Af1 Axa4 24.Ab4 b5 25.Ta3 Tc8 26.Tc3 Db6 27.Ag2 Txc3 28.Axc3 Bb3 29.Te1 Ac4 30.Aa5 Db7 31.Td1 Tf4 32.Ac3 Ab3 33.Axe5 dxe5 34.d6 Dd7 35.Tc1 Ac4 36.Db4 Cc8 37.Dc5 Cxd6 38.Dxe5 Tf8 39.Td1 Cf7 0-1